# نتوء حنكي
النتوء الحنكي أو الحيد الحنكي أو النتوء المستدير للحنك هو نتوء عظمي على الحنك. النتوء الحنكي عادةً ما يكون موجوداً على خط الوسط من الحنك الصلب. معظم النتوءات الحنكية يكون قطرها أقل من 2 سم، ولكن حجمها يمكن أن يتغير في جميع مراحل الحياة.

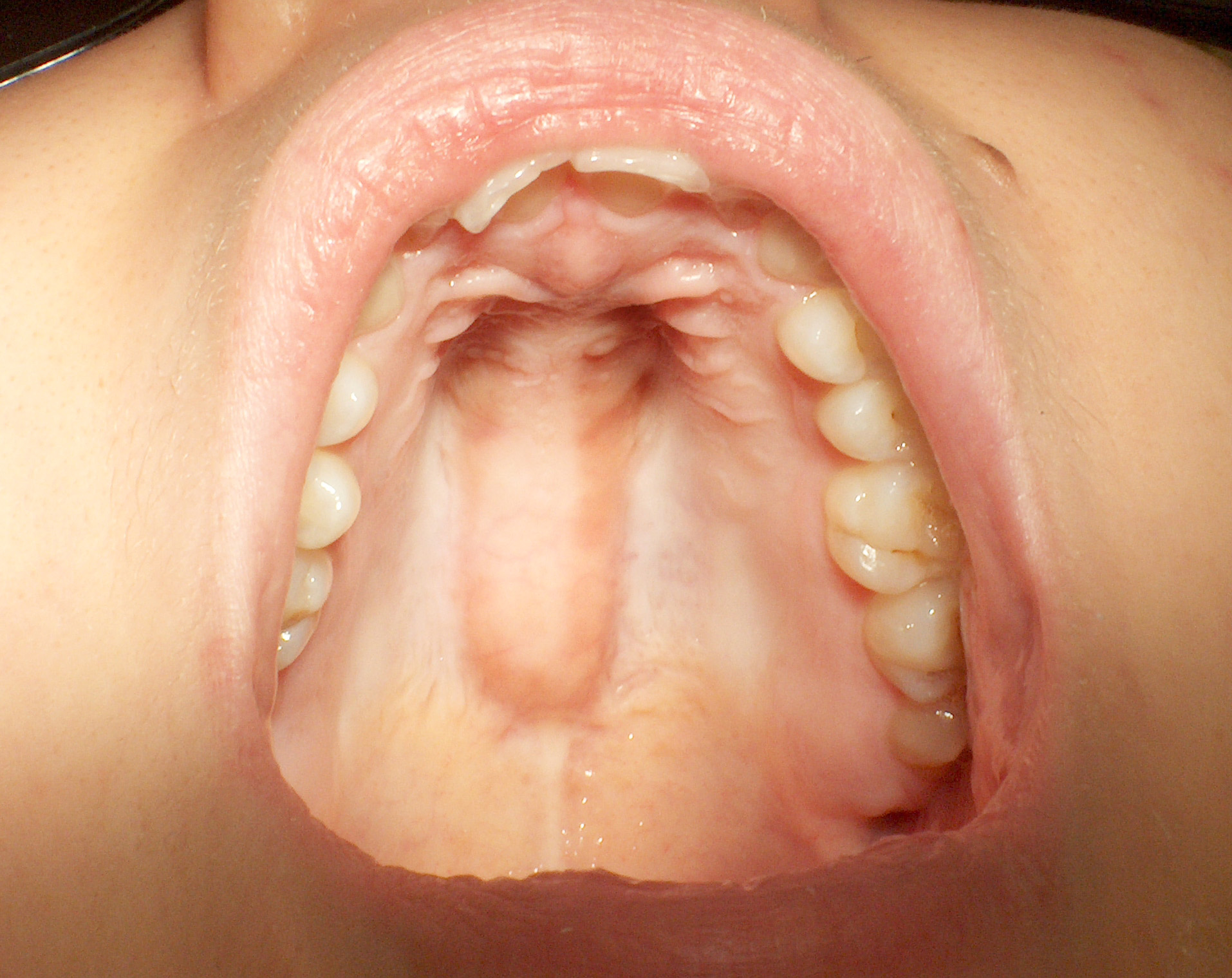
مثال عن النتوء الحنكي

انتشار النتوء الحنكي يتراوح بين 9 ٪ - 60 ٪ ، وهو أكثر شيوعاً من الأورام العظمية التي تحدث في الفك السفلي، والمعروفة باسم النتوء الفكي. النتوء الحنكي هو أكثر شيوعاً في آسيا والسكان الأمريكيين ومجتمع الإسكيمو، ومرتين أكثر شيوعاً في الإناث. في الولايات المتحدة، نسبة انتشار النتوء الحنكي تعادل 20 ٪ - 35 ٪ من السكان، مع نتائج مماثلة بين السود والبيض.
على الرغم من أن بعض البحوث تشير إلى النتوء الحنكي على أنه سمة غالبة جسمية، أي أن هذه السمة تكون تحت تأثير الصبغة السائدة، إلا أنه يعتقد عموماً أن النتوء الحنكي سببه عدة عوامل،  وهي أكثر شيوعاً في بداية حياة الكبار، ويمكن أن تزيد في الحجم. في بعض الناس الأكبر سناً، حجم النتوء قد ينخفض بسبب ارتشاف العظام. ويعتقد أن النتوء من الفك السفلي هو نتيجة الضغوط المحلية وليس فقط بسبب التأثيرات الجينية.
في بعض الأحيان، يتم تصنيف النتوءات بناءً على مظهرها. إن النتوءات التي تنشأ على شكل قاعدة واسعة وسطح أملس، هي نتوءات مسطحة تقع على خط الوسط من الحنك بشكل متناظر على الجانبين. النتوء المغزلي لديه سلسلة من التلال التي تقع في خط الوسط. النتوء العقيدي له زوائد عظمية نامية متعددة، ولكل من الزوائد العظمية النامية قاعدة خاصة به. النتوء المفصص له زوائد عظمية نامية متعددة مع قاعدة مشتركة.
نتوء الحنك عادةً ما يتم تشخيصه سريرياً مع عدم لزوم العلاج. ومن الممكن أن تتشكل تقرحات على منطقة النتوء بسبب الصدمات المتكررة. قد يصعّب النتوء مهمة صنع أطقم الأسنان. إذا كانت هناك حاجة لإزالة النتوء، يمكن إجراء عملية جراحية للتقليل من كمية العظم في تلك المنطقة.
امرأة تبلغ من العمر 78 عاماً من أصول آسيوية-أمريكية، تم بالصدفة ملاحظة ظهور كتلة بحجم 3 سم في منطقة الحنك للفك العلوي خلال فترة العلاج من حالة التهاب رئوي في الجزء السفلي الأيمن للرئة. ولم يتم تسجيل أي أعراض تتعلق بالكتلة التي تم ملاحظتها والتي قد بدأت بالظهور منذ سنين المراهقة. كما ذكرت أن والدتها وأحد أقاربها من جهة الأم قد عانوا من حالات مماثلة.

## العلاج بالليزر
Er:YAG Laser: نهج تقني جديد لإزالة النتوء الحنكي والنتوء الفكي.
استئصالEr:YAG أو تقشير Er:YAG ;
تقنيات صحية آمنة وسهلة للممارسة حتى لو كان الوقت اللازم للختان أو تنعيم السطح هو أكثر من الوقت اللازم مع المثاقب العظمية والأدوات عالية السرعة. تقدم مساعدة فعالة في العلاج الجراحي للنتوءات العظمية الناجمة عن صفيحة القشرية، ومن الممكن إجراؤها بسرعة وبشكل آمن دون وقوع الأضرار المحتملة على الأنسجة المحيطة بها.

## عرض الحالات
جرى إحالة رجل ذو 59 عاماً إلى العيادة للتقييم والعلاج. المريض معني حول إعادة التأهيل الفموي (طقم أسنان جزئي) وطلب من قسم البِدْلِيَّاتِ السِّنِّيَّة إزالة نتوء عظمي مفصص دائري كبير (الشكل 1)، يقع أمام الجهة الشدقية من الضواحك السفلية (الأسنان 44، 45).
الشكل 1: عرض قبل الجراحة
وتمت تغطية هذا بغشاء مخاطي رقيق طبيعي، ولم يذكر المريض أية أعراض محددة. جميع الأسنان المفقودة (46، 47، 35، 36، 37) كان يجب أن يحل محلها طقم أسنان جزئي بعد التسوس بالإضافة إلى علاجات قناة الجذر والتيجان الخزفية والمعدنية التي تهدف لخدمة الاستقرار والإبقاء على البدلة السنية المستقبلية. وكانت الصحة العامة والشفوية للمريض جيدة. تم إبلاغه بوضوح على البروتوكول المراد فعله، تم إجراء عملية جراحية. وتم إعطاء التخدير الموضعي (ارتشاح مباشر في الغشاء المخاطي بإبرة قصيرة). تم إجراء شق في الغشاء المخاطي مع أدنى فلوينس (الشكل 2)، والتي تم الحصول عليها بسرعة (نبضات عدد 750 أي 750 × 150،10-6 ثانية = 112500 × 10-6 ثانية = 0.11 ثانية وقت الإطلاق جون وقت الراحة، وقت العمل السريري 50 ثانية).
الشكل 2: شق الغشاء المخاطي (رأس الياقوت)
ثم إزالة السديلة والحفاظ عليها عبر فاصل جراحي معدني. في هذه الظروف، كانت أرضية الفم محمية من المخاطر الليزرية فالضوء معكوس تماماً على الأسطح المعدنية.
نتيجة للنمو التدريجي والبنية المتراصة للغاية لها، استخدمت الطاقة العالية. تم استخدام رأس الياقوت 1 ملم بعيداً عن النتوء في حركة خطية على نحو سلس على مقربة من حافة الفك السفلي وباتصال غير كامل مع قاعدة الليزر. النتوء جرت إزالته تماماً (الشكل 3) بعد 12730 نبضات موافقة 1.9 ثانية ضوء الليزر كفترة عمل وفترة العمل السريرية 5.37 دقيقة.
الشكل 3:الاستئصال بالليزر
الليزر يجري استيعابه بشكل رديء في الهيموغلوبين، وحقل الجراحة ينزف ولكن في نفس الوقت يغسل مع رذاذ الماء والهواء: بعد ذلك، يطلب الشفط عالي القدرة. تم إجراء خياطة بالحرير لترك الجرح يلتئم. ثم توضع العينة المستأصلة في الفورمالديهايد بنسبة 10٪ لفحص الأنسجة الإمراضية. يتم تسليم أدوية تخفيف الألم فوراً للمريض. بعض التوصيات، مثل تجنب أي طعام ساخن أو سوائل ساخنة خلال 24 ساعة. يتم إزالة الغرز بعد أسبوع واحد، ويلاحظ الشفاء الكامل بعد 12 يوم من الجراحة. لم يلاحظ مضاعفات ما بعد الجراحة أو أي علامات تدل على عدم الراحة.
تم تقديم شظايا الأنسجة الصلبة في 10٪ من الفورمالين لفحص الأنسجة الإمراضية. أظهر (الشكل 4) فحص عينة صبغة الهيماتوكسيلين وأيوزين, أنسجة عظمية ناضجة، كثيفة, منظمة في نمط صفيحي واسع مع خلايا عظمية متناثرة ومساحات نخاع صغيرة.
الشكل 4:التكبير يظهر صورة مجهرية في مظهر نسيجي للأنسجة العظمية الكثيفة ووجود ثغرات وخلية عظمية.